# Estefanía Herrera
Estefanía Herrera Marín es una ciclista profesional colombiana, nació el 31 de mayo del 1994 en el municipio antioqueño de Argelia (Colombia). Desde 2020 corre para el equipo colombiano de categoría UCI Women's Continental Team el Colombia Tierra de Atletas Femenino.

## Palmarés
2017
- 1 etapa del Tour Femenino de Colombia

2018
- Tour Femenino de Colombia

2019
- 3.ª en el Campeonato de Colombia Contrarreloj
- 3.ª en el Campeonato de Colombia en Ruta

2022
- Vuelta al Tolima, más 2 etapas
- 1 etapa de la Vuelta a Colombia Femenina

2023
- Tour Femenino de Colombia

2024
- 3 etapas del Tour Femenino de Colombia

## Equipos
- Pedalea Con Nosostras (2016-2017)
- Coldeportes Zenú (2018-2019)
- Colombia Tierra de Atletas Femenino (2020-)